# Alwin Neuß
Alwin Neuß (né le 17 juin 1879 à Cologne; mort le 30 octobre 1935  à Berlin) fut un acteur et réalisateur allemand.

## Biographie
Alwin Neuß est surtout connu pour ses interprétations des détectives Tom Shark (de) et Sherlock Holmes dans des séries de films muets des années 1910.

## Filmographie partielle

### Comme acteur
- 1914 : Le Chien des Baskerville de Rudolf Meinert

### Comme réalisateur
- 1917 : La Peau de chagrin (de) (Das Spiel vom Tod)[1]